# 窪川一雄
窪川 一雄（くぼかわ かずお、1903年 - 1943年1月3日）は、昭和戦前期に活動した日本の天文学者。
東京帝国大学で天文学を専修。東京天文台に技師として勤務した。1929年には及川奥郎とともに小惑星 (1139) 熱海を発見している。
1938年に台湾総督府気象台附属天文台が発足すると、技師・気象台副台長（天文台長）として台湾に赴任した。この1938年には東亜天文学会台湾支部の第2代支部長に就任した。また、測候技術官養成所の天文学講師を務めるとともに、1939年には民間団体である台湾天体観測同好会の会長にも就任している。台湾天体観測同好会では月刊会誌として『南の星』が刊行されており、会長の窪川はほぼ毎号にわたり文章を寄せている。
1942年、新高山で新高山天文台の建設に着手したが、1943年1月に腸チフスによって病没した。基礎までつくられた天文台の建設は中断し、そのまま中止された。
なお、彼の功績を称え、窪川の名前のついた小惑星 (6140) 窪川がある。

## 註
1. 1 2 3 4   （英語） 蔡安理（Tsai AnLi）"Observatories in early Taiwan"
2. 1 2 3 4 5  海野和三郎「帝釈天の網を織る人々(一)」
3. ↑  1896年に台湾総督府民政局台北測候所として設立された、台湾初の天文台である。1911年に総督府通信局台北測候所子午儀室となり、1913年に天測室に改称している。
4. 1 2  中島精治「くぼかわ星は輝く」
5. ↑  東亜天文学会は1920年に山本一清が「天文同好会」として創設し、1932年改称。台湾支部は1931年設立、初代支部長は見元了（みもと・さとる）。
6. ↑  “(6140) Kubokawa = 1969 TG3 = 1983 NY = 1992 AT1”.   MPC. 2021年7月13日閲覧。